# سلاحف النينجا (فلم)
فيلم سلاحف النينجا الجزء الأول ، (بالإنجليزية:Teenage Mutant Ninja Turtles) هو فيلم حركة كوميدية وأكشن أمريكي ، أنتج سنة 1990م من قبل شركة نيو لاين سينما ، وقام المخرج ستيف بارون بإخراج هذا الفيلم ، ويتحدث عن ظهور السلاحف الأربعة في مدينة نيويورك للقضاء على أتباع شريدر .

## الممثلون
- جوديث هوج في دور ايبريل آونيل وهي مذيعة تلفزيونية أمريكية .
- إلياس كوتياس في دور كازاي جونز وهو شاب مراهق يجيد القتال .
- ميشلان سيستي في دور مايكل أنجلو وهو سلحفاة مقاتل يرتدي اللون البرتقالي .
- لايف تيلدن في دور دوناتيلو سلحفاة مقاتل يرتدي اللون البنفسجي .
- جوش بايس في دور رفاييل سلحفاة مقاتل يرتدي اللون الأحمر .
- دافيد فورمان في دور ليوناردو سلحفاة مقاتل يرتدي اللون الأزرق .
- جيمس سايتو في دور شريدر زعيم العصابات .

## وصلات خارجية
- TMNT I on the Official Ninja Turtles website.
- سلاحف النينجا على موقع IMDb (الإنجليزية)
- سلاحف النينجا على موقع ميتاكريتيك (الإنجليزية)
- سلاحف النينجا على موقع روتن توميتوز (الإنجليزية)
- سلاحف النينجا على موقع نتفليكس (الإنجليزية)
- سلاحف النينجا على موقع ألو سيني (الفرنسية)
- سلاحف النينجا على موقع Turner Classic Movies (الإنجليزية)
- سلاحف النينجا على موقع أول موفي (الإنجليزية)
- سلاحف النينجا على موقع بوكس أوفيس موجو (الإنجليزية)
- سلاحف النينجا على موقع فيلمافينيتي (الإسبانية)
- سلاحف النينجا على موقع قاعدة بيانات الأفلام السويدية (السويدية)
- TMNT movie soundtrack information at the Official Ninja Turtles website.

## أجزاء الفيلم الأخرى
- المستقنع السري
- سلاحف النينجا 3